# 無板綱
無板類（むばんるい）は、軟体動物に含まれる1群で、殻を持たず、細長い形をしている。現在では分割されることが多いので、簡単に総説する。なお、分類群の名称としては無板綱であるが、溝腹綱もよく使われた。しかし、後述のようにより狭義の使い方でも同じ名称を使うため、この項では無板綱の名を用いる。

## 特徴
無板類(Aplacophora)は、軟体動物門の他の類とは大きく異なった姿の動物である。全体は細長い円柱状で、殻を一切持たない。その表面は骨片を含んだクチクラで覆われ、あるいは刺などで覆われた丈夫なものである。先端に口が開き、後端に総排出口があってここに鰓を持つ。足などのはっきりした運動器官を持たず、また触角や眼など、目だった感覚器も持たない。溝腹類の名は、この類の代表と考えられたサンゴノヒモ類では腹面に長い溝（腹溝）があるためである。これは運動に補助的な役割を持つらしい。しかしケハダウミヒモ類にはこれがない。
内部では、消化管は口から肛門までほぼ真っすぐに伸びる。神経系は口付近に比較的はっきりした脳があり、そこから後方へ側神経索と足神経索という2対の神経索が伸びる。これらの間には所々で横の連絡があって、その全体はややハシゴ型をなす。

## 生態
多くは海底からドレッジなどで採集されるのみであり、詳しい観察が少ない。サンゴノヒモ類はサンゴなどに絡み付いて採集されるものについてはそれを餌にすると推定される。間隙性の種も知られる。ケハダウミヒモ類は柔らかい泥底に潜っていると考えられるものの、何を食べているのかも分かっていない。

## 分類
これに含まれた群としては以下の2つがある。
- サンゴノヒモ目 Neomeniida

細長い虫型で、腹面正中線に沿って長い溝（腹溝）がある。カセミミズ等。
- ケハダウミヒモ目 Chaetodermatida

長くない円柱状で、腹溝はない。海底の泥に潜って生活する。
このうち前者が種類も多く、この類を代表する形となっていた分類群の名としても溝腹類(Solenastres)を使うことも多かった。ただし、最初に発見されたものは後者に属するものであった。これらは当初はホシムシ類の一つとされたり、蠕虫として扱われることが多かったが、18-19世紀に軟体動物の概念が定まり始めると、次第にそのひとつであることが確定され、特に多板綱とまとめて神経系の類似から双神経類という群を立てられるようになった。しかし、研究の進歩によってこの綱の二目の違いが明確になり、現在ではそれぞれ独立綱として扱われることが多くなっている。サンゴノヒモ目は溝腹綱(Solenogastres)、ケハダウミヒモ目は尾腔綱(Caudofoveata)となっているので、詳細は各項目を参照されたい。
なお、この2つの類は独立の綱とされてはいるが、類縁は遠くないと考えられ、軟体動物の中では原始的なものと位置づけられている。一説には、多板類から退行的に進化したのではないかという。